# 3-Chlor-2-methylpropen
3-Chlor-2-methylpropen ist eine farblose, stechend riechend Flüssigkeit. Sie gehört zur Gruppe der ungesättigten Halogenkohlenwasserstoffe bzw. der Halogenalkene.

## Geschichte
3-Chlor-2-methylpropen wurde 1884 erstmals vom russischen Chemiker M.I. Sheshukov durch die Chlorierung von Isobuten hergestellt. Die Grundlagen für eine industrielle Nutzung wurden in den 1930er Jahren durch eine Forschungsgruppe um den amerikanischen Chemiker H.P.A. Groll von der Shell Development Company gelegt. Diese Gruppe gab der Verbindung in Analogie zur Methacrylsäure den Namen Methallylchlorid.

## Gewinnung und Darstellung
Sie wird durch Chlorierung von 2-Methyl-1-propen hergestellt. Die industrielle Herstellung erfolgt als Gasphasenreaktion in einem gekühlten Rohrreaktor, wobei die Edukte bei Normaldruck und Raumtemperatur vermischt werden. Die Reaktion verläuft sehr schnell. Der Umsatz des Chlor erfolgt in nur 0,5 s.

## Eigenschaften

### Physikalische Eigenschaften
3-Chlor-2-methylpropen ist eine leicht flüchtige, farblose Flüssigkeit mit stechendem Geruch. Der Siedepunkt unter Normaldruck liegt bei 72 °C. Die Verdampfungsenthalpie beträgt 33,3 kJ·mol−1. Die Dampfdruckfunktion ergibt sich nach Antoine entsprechend log10(P) = A−(B/(T+C)) (P in Torr, T in °C) mit A = 6,98580, B = 1216,5178 und C = 224,801 im Temperaturbereich von −21,6 bis 95,9 °C. Die Verbindung ist sehr schwer löslich in Wasser. In Wasser beträgt die Löslichkeit bei 20 °C 0.05 Ma%, Wasser löst sich in der Verbindung mit 0,04 Ma%. Es existiert ein azeotrop siedendes Gemisch mit einem Wassergehalt von 5,8 Ma% und einem Siedepunkt von 64,6 °C. Die Wärmekapazität beträgt bei 25 °C 150,2 J·mol−1·K−1 bzw. 1,66 J·g−1·K−1.

### Chemische Eigenschaften
Das Reaktionsverhalten von 3-Chlor-2-methylpropen ähnelt dem von Allylchlorid, wobei sich durch die β-Methylgruppe eine gesteigerte Reaktivität ergibt. In geringer Konzentration kann unter Einwirkung von Licht oder Wärme eine Dimerisierung zum 2-Methyl-4,4-bis(chlormethyl)pent-1-en erfolgen. Feuchte fördert eine Hydrolyse der Substanz. In Substitutionsreaktionen kann das Chloratom leicht unter der Bildung von Alkoholen, Ethern, Aminen oder Estern ersetzt werden. Additionsreaktionen an die Doppelbindung können als Hydratation, Halogenierung oder Sulfonierung durchgeführt werden. Die Verbindung kann zur Polymerisation neigen. Sie zersetzt sich bei starker Erhitzung, wobei Chlorwasserstoff, Chlor sowie andere giftige oder ätzende Stoffe entstehen können.

### Sicherheitstechnische Kenngrößen
3-Chlor-2-methylpropen bildet entzündlichbare Dampf-Luft-Gemische. Die Verbindung hat einen Flammpunkt bei −12 °C. Der Explosionsbereich liegt zwischen 2,3 Vol.‑% (85 g/m3) als untere Explosionsgrenze (UEG) und 8,1 Vol.‑% (305 g/m3) als obere Explosionsgrenze (OEG).  Die Grenzspaltweite wurde mit 1,16 mm bestimmt. Es resultiert damit eine Zuordnung in die Explosionsgruppe IIA. Die Zündtemperatur beträgt 476 °C. Der Stoff fällt somit in die Temperaturklasse T1.

## Verwendung
3-Chlor-2-methylpropen und seine angeleiteten Derivate dienen als Comonomere in Copolymerisationen. Eine wichtige kommerzielle Anwendung ist die Umsetzung mit Natriumsulfit zum Natriummethallylsulfonat und folgende Herstellung von 2-Methylepichlorhydrin, das für spezielle Epoxidharze eingesetzt werden kann. Es dient als Zwischenprodukt bei der Herstellung von Insektizidend der Allethringruppe. Es kann als Rohmaterial für die Herstellung von Methallylalkohol und 1-Methylcyclopropen eingesetzt werden. Weitere Anwendungsfelder liegen in der Produktion von Herbiziden, pharmazeutischen Wirkstoffen und Additiven für Textilien oder Parfüms. Als Begasungsmittel zur Schädlingsbekämpfung wird es nicht mehr eingesetzt.

## Sicherheitshinweise
Die Verbindung hat eine Reizwirkung auf Augen und Atemwege bzw. Ätzwirkung auf die Haut. Sie wirkt hautsensibilisierend. Störungen im Zentralnervensystem sind möglich.  Es besteht der begründete Verdacht auf kanzerogenes Potential.

## Externe Links zu erwähnten Verbindungen
1. ↑  Externe Identifikatoren von bzw. Datenbank-Links zu 2-Methyl-4,4-bis(chlormethyl)pent-1-en:  CAS-Nr.: 38696-17-2, PubChem: 544717, ChemSpider: 474120, Wikidata: Q131312969.
2. ↑  Externe Identifikatoren von bzw. Datenbank-Links zu Natriummethallylsulfonat:  CAS-Nr.: 1561-92-8, EG-Nr.: 216-341-5, ECHA-InfoCard: 100.014.856, GESTIS: 40460, PubChem: 23663624, ChemSpider: 66436, Wikidata: Q27274084.
3. ↑  Externe Identifikatoren von bzw. Datenbank-Links zu 2-Methylepichlorhydrin:  CAS-Nr.: 598-09-4, EG-Nr.: 209-916-7, ECHA-InfoCard: 100.009.016, PubChem: 95220, ChemSpider: 85921, Wikidata: Q72454239.